# آی‌اسپیس (شرکت ژاپنی)
آی‌اسپیس (انگلیسی: Ispace) ispace Inc. یک شرکت سهامی ژاپنی است که در حال توسعهٔ فضاپیماهای روباتیک و فناوری‌های دیگر برای رقابت در قراردادهای حمل و نقل فضایی و ماموریت‌های اکتشافی از آژانس‌های فضایی و دیگر صنایع خصوصی در این زمینه است. هدف آی‌اسپیس این است که مشتریان خود را قادر به کشف، نقشه‌برداری و استفاده از منابع طبیعی ماه کند.
از سال ۲۰۱۳ تا ۲۰۱۸، آی‌اسپیس مالک و اپراتور تیم هاکوتو بود که در جایزه ماه گوگل «Google Lunar X Prize (GLXP)» شرکت کرد. این تیم یک ماه‌نورد به نام سوراتو را ساخت.
دفتر مرکزی آی‌اسپیس هم‌اکنون در توکیو، ژاپن است؛ با دفترهایی در ایالات متحده و لوکزامبورگ. مؤسس و مدیر عامل این شرکت تاکشی هاکامادا است.